# Red Sector A
Red Sector A är en låt av det kanadensiska progressive rock-bandet Rush. Den släpptes som singel 1984 och återfinns på albumet Grace Under Pressure.
"Red Sector A" handlar om Förintelsen och om Geddy Lees mors upplevelser i koncentrationslägret Bergen-Belsen.
Låten har spelats 502 gånger av Rush. Den sista gången bandet spelade "Red Sector A" var den 4 augusti 2013.
Låten på B-sidan, "Red Lenses", spelades live fram till 1988. Totalt spelades den live 234 gånger.

## Låtlista
| Nr | Titel        | Längd |
| -- | ------------ | ----- |
| 1. | Red Sector A | 5:09  |
| 2. | Red Lenses   | 4:43  |